# スペンサー・スミス (ドラマー)
スペンサー・ジェームズ・スミス（Spencer James Smith、1987年9月2日 - ）は、アメリカ合衆国のタレント・エージェント。DCD2レコードに務める。2004年にライアン・ロスらとともにポップ・ロック・バンドであるパニック!アット・ザ・ディスコを結成し、同バンドではドラマーとして在籍。2013年夏にアルコール中毒と処方薬依存のリハビリのためにツアーを離脱し、2015年4月2日に脱退。

## 経歴

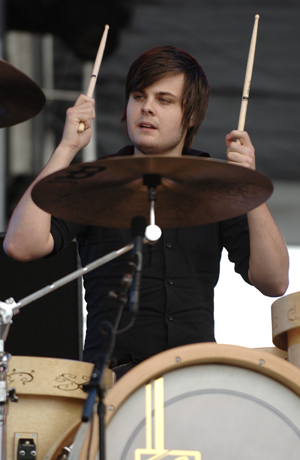
2006年のスミス

ビショップ・ゴーマン高校の9年生の頃、ライアン・ロスと出会い、一緒に演奏するようになる。これをきっかけに2004年にパニック!アット・ザ・ディスコを結成。結成当初はブリンク 182のコピーバンドとして活動を行なう。2005年9月27日、スタジオ・アルバム『フィーバーは止まらない』とシングル『殉死と自殺の差は記事になるかならないか』の同時発売でデビュー。
2007年、ザ・キャブのメンバーからデモテープを受け取り、ピート・ウェンツが主宰のレーベル、ディケイダンス・レコードとの契約の手助けを行なった。翌年に発売されたザ・キャブのデビュー・アルバム『ウイスパー・ウォー』には、A&Rアシスタントとして携わった。
2009年7月6日、ギタリストのライアン・ロスとベーシストのジョン・ウォーカーがパニック!アット・ザ・ディスコからの脱退を発表、バンドはスミスとフロントマンのブレンドン・ユーリーの2人組として活動を継続することとなった。制作中であった3作目のスタジオ・アルバムをユーリーとともに完成させ、2011年3月22日に『悪徳と美徳』として発売した。アルバム発売前の3月9日、シェーン・ドレイクが監督を務め、スミスとユーリーを主演に据えた7分間のショートフィルム『The Overture』が公開された。ショートフィルムについて、複数のメディアから「ロスとウォーカーが脱退し、2人でバンドを続けていくという意思表示」と見なされた。

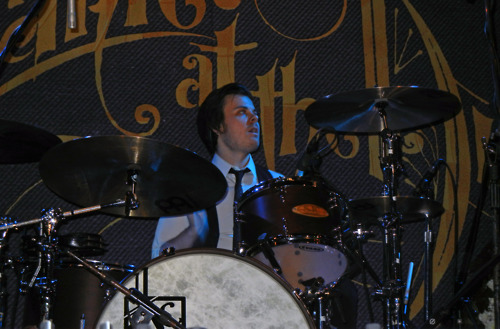
2011年のスミス

2013年7月、『MTVニュース』の取材で過去4年にわたってアルコールと処方薬依存であったことを告白し、8月2日にリハビリのためにツアーから離脱することを発表。その後のツアーでは、バレンシアのドラマーであるダン・パウロヴィッチがスミスの代わりに参加した。
2015年4月2日、パニック!アット・ザ・ディスコからの脱退を正式に発表した。公式サイト上でスミスは10年にわたる信じられないような旅路の末に、こうやってPATDを去ることを告げるのは悲しいことだ。でも僕が望む僕自身のままでバンドにいることは不可能だって気づいたんだ。メンバーが必要とするような僕になることもできなかったと述べた。
2016年8月6日、ウィーザーとパニック!アット・ザ・ディスコの共同ツアー『Summer Tour 2016』のアーバイン公演にサプライズ登場し、「ディス・イズ・ゴスペル」の楽曲紹介中のユーリーにギターを渡した。
2018年2月7日、DCD2レコードのタレント・エージェントになったことを発表した。同年10月4日、友人であるガブリエル・ブラックのレコーディングにドラムで参加した。

## 人物
音楽面
- X8 Drumsは、スミスについて「即興的なフィルを入れずにドライブ感のあるリズムと強いビートを通して技術的な成長を続けることを好んでいて、パニック!アット・ザ・ディスコの作品に強いダンスのグルーヴをもたらしている」と評した。
- デビュー・アルバム『フィーバーは止まらない』の発売に伴うツアー中にビートルズ、ザ・フー、ゾンビーズのアルバムを聴いて3組のファンになった。
- シェイカーやタンバリンなどの打楽器を収集しており、ライブでもたびたび演奏している。スミスはビートルズを「曲の一部を強調するためだけにドラムやパーカッションがどう使われるべきかを示す最高の例」としたうえで、「もしドラムがそのパートを良くしないんだったら、その曲では使わない。それが僕の哲学さ」と述べた。

私生活
- 2016年6月18日、18歳の時に出会った女性と結婚。

## 作品
- 『フィーバーは止まらない』 – A Fever You Can't Sweat Out（2005年）
  - ドラム、パーカッション、作曲を担当。
- iTunes Session (iTunes Exclusive)（2006年）
- 『プリティ。オッド。』 – Pretty. Odd.（2008年）
  - ドラム、パーカッション、バックグラウンド・ボーカル、補作詞、作曲を担当。
- 『ライヴ・イン・シカゴ』 – ...Live in Chicago（2008年）
  - ドラム、パーカッションを担当。
- 『悪徳と美徳』 – Vices & Virtues（2011年）
  - ドラム、パーカッション、作詞、作曲を担当。
- iTunes Live（2011年）
- 『生かしておくには型破り過ぎるが、殺すにはレアすぎる!』 – Too Weird to Live, Too Rare to Die!（2013年）
  - ドラム、パーカッションを担当。

## 出演

### ミュージック・ビデオ
- ジム・クラス・ヒーローズ「クローズ・オフ!!」（2007年）[31]
- フォール・アウト・ボーイ「クーパーズタウンにヘッド・スライディング」（2009年）[32]
- フォール・アウト・ボーイ「ピッタリだぜ、ドニー」（2009年）[33]
- ブッチ・ウォーカー「プリティー・メロディー」（2010年）[34]